# Streisandeffect

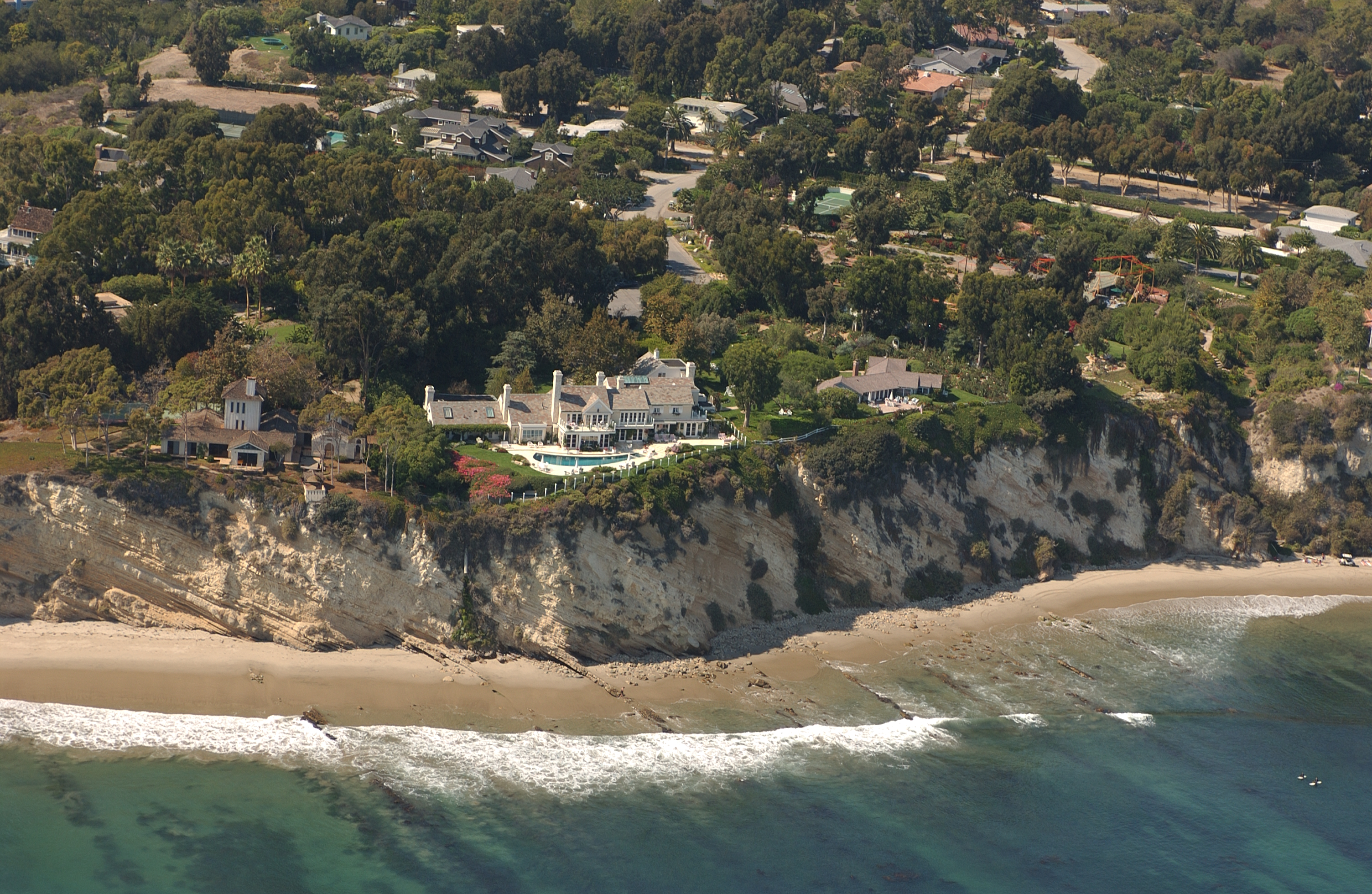
De bewuste foto uit 2002 van de kustlijn bij Malibu, met de Streisand Estate

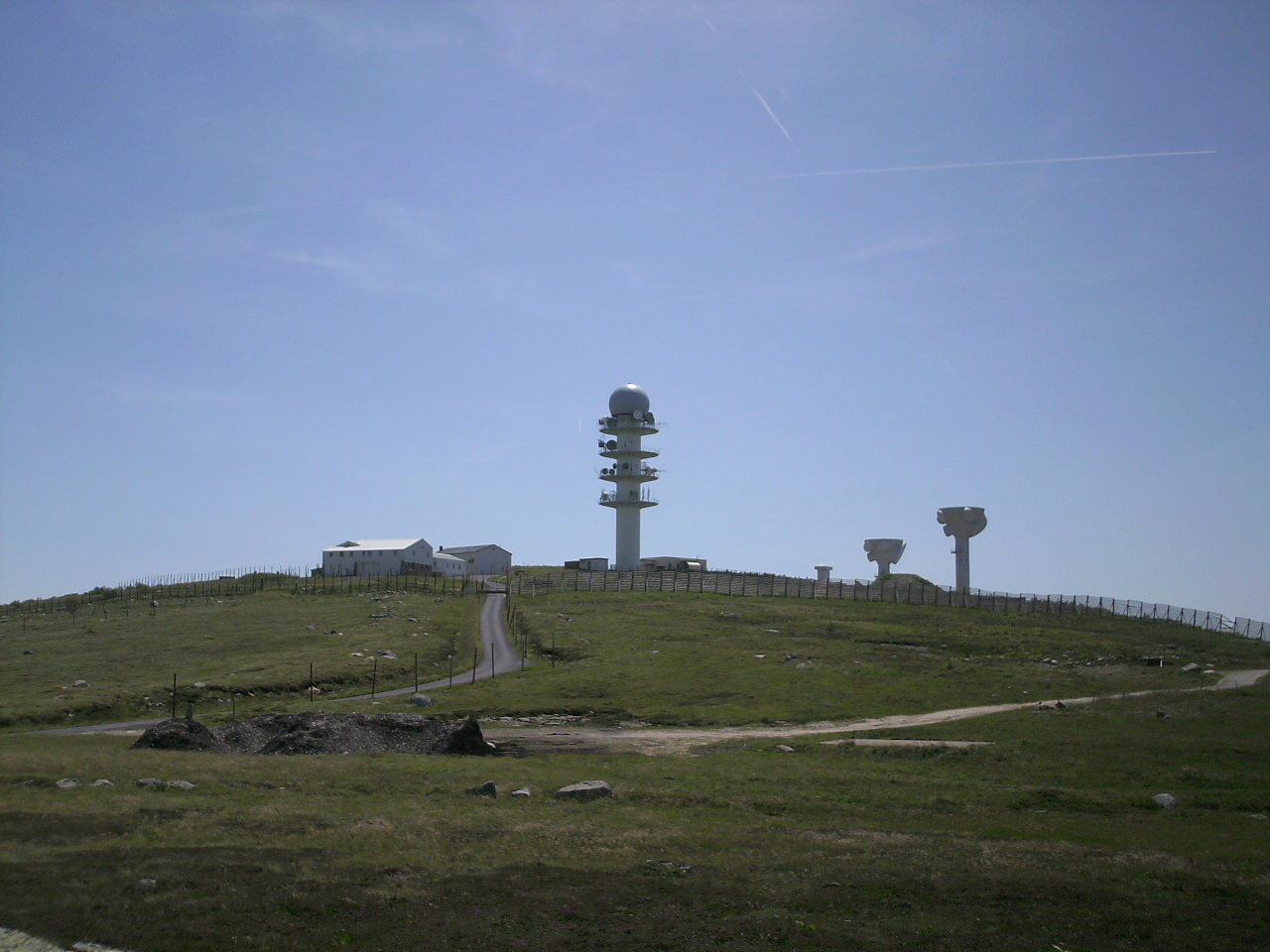
Militair zendstation van Pierre-sur-Haute

Het streisandeffect is het verschijnsel dat pogingen van een persoon of instantie om informatie te verbergen of te verwijderen juist de aandacht op die informatie vestigen.  
De naam verwijst naar de actrice Barbra Streisand, die in 2003 in een rechtszaak probeerde een luchtfoto van haar huis in Malibu (34° 00′ 54″ NB, 118° 47′ 29″ WL) van een website verwijderd te krijgen, omdat deze foto haar privacy zou schenden. Toen het proces in het nieuws kwam, samen met de URL van de foto, wist iedereen de foto te vinden. 

## Voorbeelden
- Na een poging om de publicatie van een hd-dvd-sleutel op Digg te verhinderen werd de sleutel op veel andere websites gepubliceerd.
- Een video op YouTube van Daniella Cicarelli waarin zij in het water voor de Spaanse kust seks had met haar vriend, zorgde ervoor dat YouTube in Brazilië werd geblokkeerd. In de rest van de wereld werd het echter een veelbekeken video.
- Tijdens Beyoncés optreden op Super Bowl XLVII werd een aantal foto's gemaakt die de kwalificatie "onflatteus" kregen. Toen Beyoncés manager vroeg om de foto's van BuzzFeed af te halen, werden ze een grote hit in de sociale media en het voorval werd veelvuldig geparodieerd.
- Toen de Franse inlichtingendienst DCRI een moderator van de Franstalige Wikipedia sommeerde om een artikel over het militair zendstation van Pierre-sur-Haute te verwijderen, had dit tot gevolg dat het artikel over het zendstation juist veel gelezen werd en meerdere malen werd vertaald naar anderstalige versies van Wikipedia.[2][3]
- In mei 2019 bepaalde een Nederlandse voorzieningenrechter op verzoek van Ronald Beltzer, voormalig hoogleraar van de Universiteit van Amsterdam, dat NRC Handelsblad zijn voor- en achternaam niet mocht vermelden in een artikel over (vermeend) machtsmisbruik en (seksueel) wangedrag.[4] Het verbod werd op sociale media al snel bekritiseerd, waarna de naam veelvuldig werd verspreid. Door alle aandacht voor deze zaak werd via zoekmachines als Google veel gezocht op de hoogleraar en werd zijn naam makkelijk vindbaar.[5] Op 17 december 2019 bepaalde het gerechtshof Arnhem in hoger beroep dat het dagblad alsnog de voor- en achternaam mocht publiceren.[6]
- In januari 2023 spande Rachel Hazes een proces aan tegen juicevlogger Yvonne Coldeweijer die haar "gecremeerde kroket" had genoemd. Als gevolg van de ophef werd het begrip "gecremeerde kroket" trending op verscheidene social-mediakanalen, met hashtags als 'kroketgate' en 'kroketproces'.[7]
- In mei 2024 vond Gina Rinehart het portret dat de Australische kunstenaar Vincent Namatjira van haar had gemaakt zó onflatteus, dat ze eiste dat het werd weggehaald uit een tijdelijke tentoonstelling in de National Gallery in Canberra. Rinehart was op dat moment de rijkste vrouw van Australië en bovendien een donateur van de National Gallery. Het museum ging niet in op haar vraag en haar eis werd wereldwijd door de media opgepikt.[8]